# Sang noir (film, 1994)
Pour les articles homonymes, voir Sang noir.
Pour plus de détails, voir Fiche technique et Distribution.
Sang noir (Jason's Lyric) est un film américain, sorti en 1994.

## Fiche technique
- Titre : Sang noir
- Titre original : Jason's Lyric
- Réalisation : Doug McHenry (en)
- Scénario : Bobby Smith Jr.
- Photographie : Francis Kenny
- Pays de production : États-Unis
- Genre : romance
- Date de sortie : 1994

## Distribution
- Allen Payne : Jason Alexander
- Jada Pinkett Smith : Lyric
- Bokeem Woodbine : Joshua Alexander
- Anthony 'Treach' Criss (en) : Alonzo
- Eddie Griffin : Rat
- Suzzanne Douglas (en) : Gloria
- Lisa Nicole Carson : Marti
- Lahmard J. Tate : Ron
- Forest Whitaker (VF : Gérard Rinaldi) : Maddog